# Pierre Deladonchamps
Pierre Deladonchamps (Nancy, 1º giugno 1978) è un attore francese.
Dopo una solida formazione teatrale e una lunga esperienza televisiva, diventa noto per il ruolo di Franck nel thriller a tematica LGBTQ+ Lo sconosciuto del lago, per cui vince un Premio César come miglior promessa maschile.

## Filmografia

### Cinema
- Skate or Die, regia di Miguel Courtois (2008)
- Lo sconosciuto del lago (L'Inconnu du lac), regia di Alain Guiraudie (2013)
- Bannou kanteishi Q: Mona Riza no hitomi, regia di Shinsuke Sato (2014)
- House of Time, regia di Jonathan Helpert (2015)
- Une enfance, regia di Philippe Claudel (2015)
- Éternité, regia di Trần Anh Hùng (2016)
- Le fils de Jean, regia di Philippe Lioret (2016)
- Nos années folles, regia di André Téchiné (2017)
- Plaire, aimer et courir vite, regia di Christophe Honoré (2018)
- Il vento sta cambiando (Le vent tourne), regia di Bettina Oberli (2018)
- Les chatouilles , regia di Andréa Bescond e Eric Métayer (2018)
- Photo de famille, regia di Cécilia Rouaud (2018)
- Notre dame, regia di Valérie Donzelli (2019)
- Eiffel, regia di Martin Bourboulon (2021)
- La verità secondo Maureen K. (La Syndicaliste), regia di Jean-Paul Salomé (2022)
- Hawaii, regia di Mélissa Drigeard (2023)

### Televisione
- Famille d'accueil - serie TV, 1 episodio (2004)
- Suor Therese (Soeur Thérèse.com) - serie TV, 1 episodio (2008)
- Nicolas Le Floch - serie TV, 1 episodio (2008)
- Central nuit - serie TV, 1 episodio (2009)
- Louise Michel, regia di Sólveig Anspach - film TV (2009)
- Joséphine, ange gardien - serie TV, 1 episodio (2010)
- R.I.S. Police scientifique - serie TV, 1 episodio (2011)
- L'amour en jeu, regia di Jean-Marc Seban - film TV (2011)
- Trepalium - miniserie TV (2015)
- Il Liceo Voltaire (Mixte), regia di Alexandre Castagnetti, Edouard Salier - miniserie Tv (2021)

## Doppiatori italiani
- Gabriele Vender in Eiffel
- Carlo Petruccetti in La verità secondo Maureen K.

## Premi
- Premi César 2014
  - Migliore promessa maschile
- Premi Lumière 2014
  - Candidatura per la Rivelazione maschile
- Premi Lumière 2017
  - Candidatura per il Miglior attore per Le fils de Jean